# Lü Chao
Lü Chao (9 de març de 1890  –  20 de juliol de 1951), nascut a Xuzhou Fu, al comtat de Yibin, Sichuan, va ser una figura militar i política de l'era del senyor de la guerra de la República de la Xina, activa a la seva província natal, Sichuan. És conegut per lluitar contra Liu Cunhou i el govern de Pequín i ser un dels més ferms partidaris de Sun Yat-Sen a Sichuan.

## Primers anys de vida
Lü Chao va néixer a una família originària de la província de Hunan el 1890. Va entrar a la primera fase de l'escola primària de l'exèrcit de Sichuan, graduant-se el 1909. Va ingressar a la quarta escola mitjana de l'exèrcit a Nanjing. Durant la seva estada allà, va recollir ideals i simpaties revolucionaris, cosa que el va fer unir-se als Tongmenghui. A la primavera de 1910, es va unir a l'Acadèmia Militar de Baoding. L'octubre de 1911, amb el començament de l'aixecament de Wuchang, Lü va anar a Xangai. Sota les ordres de Chen Qimei, es va dirigir cap al nord amb Li Shizeng i Wang Jingwei (aleshores conegut com Wang Zhaoming), on va fundar la sucursal Beijing-Tianjin Tongmenghui a Pequín. El febrer de 1912, sota les ordres de Yuan Shikai, la 3a divisió de l'exèrcit de Beiyang va destruir la branca Beijing-Tianjin del Tongmenghui. Lü va fugir de nou a Sichuan.
Després de tornar a Sichuan, Lü Chao es va unir a l'exèrcit de Sichuan sota el comandament de Xiong Kewu, comandant de la 5a divisió de l'exèrcit de Sichuan. El 1913, Lü va ser ascendit a comandant del 2n Regiment del 5è Exèrcit. Va participar en la Segona Revolució i va fugir a Xangai després que fracassés. Va marxar al Japó per estudiar, on es va unir a la Haoran Society. El 1914, mentre Sun Yat-Sen organitzava el Kuomintang al Japó, Lü s'hi va unir. Al desembre del mateix any, va tornar secretament a la Xina i va començar a participar en activitats anti-Yuan Shikai.

## Caos a Sichuan

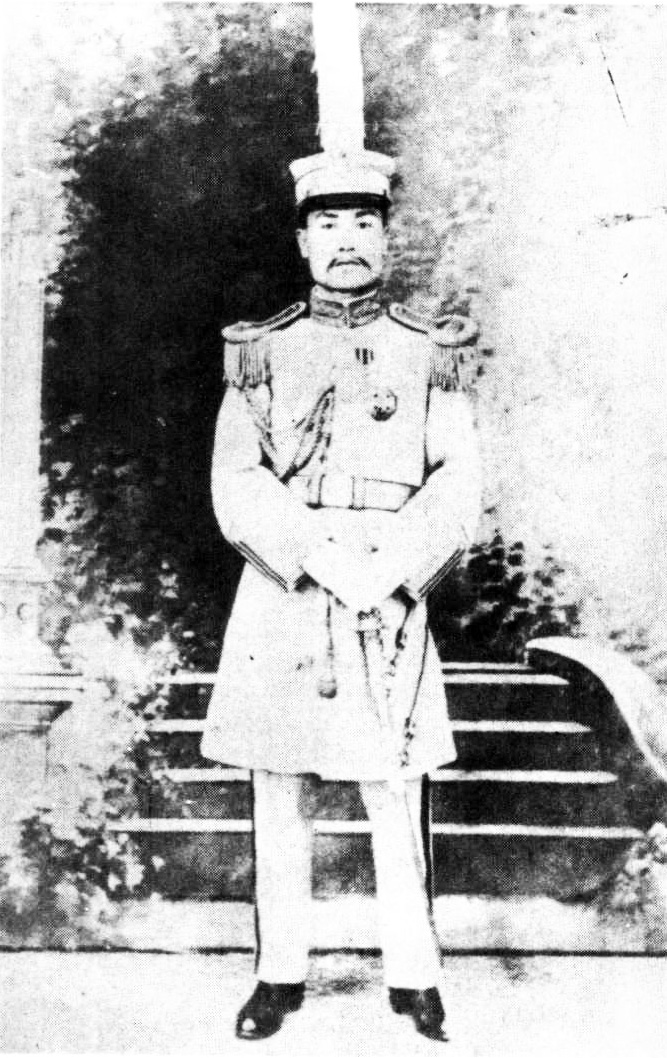

El 1915, amb l'esclat de la Guerra de Protecció Nacional, Lü Chao va ser el comandant de les forces revolucionàries al sud de Sichuan, on va lluitar amb la 1a divisió de Cai E contra Yuan Shikai. El juny de 1916, Lü va ser nomenat comandant del 58è regiment de la 5a divisió. El febrer de 1918, Sun Yat-Sen va nomenar Lü com a comandant del Sichuan Jingguojun. Poc després, Lü va atacar Chengdu, derrotant el governador militar designat pel govern de Pequín, Liu Cunhou, expulsant-lo de la província. Xiong Kewu el va substituir com a governador militar, amb Yang Shukan com a governador civil i Lü nomenat comandant de la 5a divisió.
El 1919, Xiong Kewu va començar a defensar el federalisme xinès amb Chen Jiongming, Tang Jiyao i Zhao Hengti, oposant-se a Sun Yat-Sen. L'abril de 1920, Lü Chao i altres forces del Kuomintang van llançar la "Guerra Anti-Xiong", que va conduir a l'expulsió de Xiong Kewu de Chengdu, amb Lü ocupant el lloc de comandant en cap de l'exèrcit de Sichuan. Tanmateix, Xiong i el seu antic enemic Liu Cunhou es van reconciliar i van lluitar, expulsant a Lü, que al setembre va ser derrotat i va fugir a Xangai.

## Retorn a Sichuan i anys posteriors
Com a subordinat directe de Sun Yat-Sen, Lü Chao va ser responsable de les negociacions amb faccions polítiques i militars com el Guominjun. El maig de 1923, Sun va ser promogut per Sun al cap de gabinet del generalíssim. Al juny, va ser nomenat Comandant en Cap de l'Exèrcit Anti-Lladre de Sichuan (en referència als oponents polítics), dirigint directament el seu primer exèrcit. Va ser el responsable de lluitar contra els senyors pro-Beijing, Yang Sen i Liu Xiang. El març de 1924, Xiong Kewu fou derrotat. Lü va romandre a Sichuan per lluitar contra el governador de Sichuan Yang Sen. El novembre de 1926, Lü va ser nomenat comissari d'alta pacificació de Sichuan pel govern nacional, un ressò del començament de l'expedició del nord.
Després del final de l'expedició del nord, Lü Chao es va unir a la nova clica de Li Zongren de Guangxi. Va lluitar contra Chiang Kai-Shek però va perdre. L'octubre de 1939, Lü va establir la Societat Xinesa de Recuperació Anti-Japonesa a Chongqing per promoure la recuperació del territori des del Japó. El gener de 1948 va començar a formar part del Comitè de Supervisió del Control Yuan. El 1949 va participar en operacions de contraespionatge contra el Partit Comunista Xinès. El 1950 fou nomenat membre del Comitè Militar i Polític del Sud-oest de la República de la Xina.
El 20 de juliol de 1951, Lü Chao va morir a Chongqing a l'edat de 62 anys.